# 贝尔吕
贝尔吕（法語：Belrupt，法語發音：[bɛlʁy] ⓘ）是法国大東部大區孚日省的一个市镇，属于埃皮纳勒区。

## 地理
贝尔吕（48°5'16"N, 6°5'37"E）面积9.14 平方千米，位于法国大東部大區孚日省，该省份为法国东北部内陆省份，北起默兹省和默尔特-摩泽尔省，西接上马恩省，南至上索恩省和贝尔福地区省，东临上莱茵省和下莱茵省。
与贝尔吕接壤的市镇（或旧市镇、城区）包括：热松维尔、维奥梅尼勒、邦维莱、达尔内、栋巴勒德旺达尔内、埃克勒、埃讷泽勒。

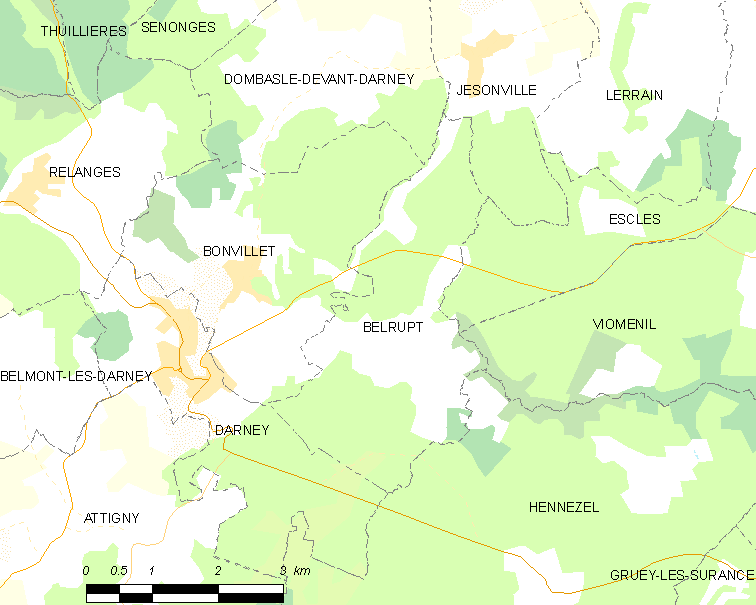
贝尔吕的OSM定位图

贝尔吕的时区为UTC+01:00、UTC+02:00（夏令时）。

## 行政
贝尔吕的邮政编码为88260，INSEE市镇编码为88052。

## 政治
贝尔吕所属的省级选区为达尔内县。

## 人口

1962-2008年间贝尔吕人口变化图示

贝尔吕于2022年1月1日时的人口数量为91人。